# 攻擊13號警局
《攻擊13號警局》是一部1976年美國獨立動作驚悚片，由約翰·卡本特執導、編劇、配樂和剪輯。故事敘述一名警官被派往一間荒涼的警局代班，但卻遭到一群武裝犯罪分子的圍攻，使得他必須與局裡的員工及罪犯們共同反擊。電影主演包括奥斯汀·史托克、達爾文·瓊斯頓、東尼·波頓、蘿莉·季默和南希·凱斯。
身兼編導的卡本特與J·S·卡普蘭碰面，打算合作製作一部低於10萬美元的低預算剝削電影，但擁有著完全的創意控制。卡本特寫在《The Anderson Alamo》（本片早期的名稱）時，其靈感來自霍華·霍克斯的西部片《赤膽屠龍》（1959年）與喬治·安德魯·羅梅羅的恐怖片《活死人之夜》（1968年）。美國電影協會（MPAA）因對於明顯的暴力和知名的「冰淇淋車」槍擊事件有所爭議，最後給予該片「R」級。《攻擊13號警局》於1976年11月3日在美國上映。
《攻擊13號警局》起初在美國獲得了褒貶不一的評價及不起眼的票房。但當該片於1977年的倫敦影展首映時，影展總監肯·韋拉辛感到喜愛，而在英國獲得了好評，之後至歐洲各地首映。該片獲得了廣大的邪典崇拜及影評人重新的評價，後來更在美國重新評估為該年代和卡本特的職業生涯中的最佳動作片之一。該片於2005年推出了重拍版的《殲滅13區》，由強-法蘭柯·瑞西執導，伊森·霍克和勞倫斯·費許朋主演。

## 劇情
故事發生於美國南洛杉磯的星期六，當天的早上三點，在安德森的一處貧民區，被稱為「街頭雷電」的當地幫派成員偷走了大量的突擊步槍和手槍；但他們遭到洛杉磯警察局的警官們伏擊而使得六名幫派成員死亡。後來，四名幫派成員打算向警方和洛杉磯市民發出了一個被稱為「喬洛」的仇恨宣誓。
在白天，一名新晉的加利福尼亞州公路巡警伊森·畢夏普中尉被指派到將在幾個小時後就要搬遷並永久關閉的安德森警局。該警局由錢尼軍士、秘書李及茱莉駐守，在警監離開後，畢夏普暫時成為了該警局的負責人。與此同時，在某城市，四名街頭雷電的成員開車到附近尋找目標殺人，其中一人槍殺了一名小女孩和冰淇淋車司機。女孩的父親勞森發現後，持槍追著對方的車打算報仇。勞森追著對方至安德森地區，並開槍殺死了槍殺女兒的人，但因子彈用盡而遭另外數人的追殺。勞森一路跑到了安德森警局，但因驚嚇和傷心過度而難以向畢夏普等人說明自己到底發生了什麼。
在此前，特務官史塔克職揮著一輛載著三名囚犯的監獄巴士，三名囚犯分別為拿破崙·威爾森、威爾斯和凱德爾；但因凱德爾身體不適，使得史塔克必須中途尋求醫療幫助。他們停至安德森警局，並讓畢夏普將他們關在牢房中，好等待史塔克聯絡附近的醫生。當囚犯們被關入牢房時，電話線路似乎遭到破壞，史塔克只好讓囚犯們回到巴士上，但這時幫派成員們現身用消音器的武器攻擊警局。在幾秒鐘內，他們殺死了錢尼、巴士司機、凱德爾、史塔克及兩名史塔克手下的警員。幫派們的人數眾多且在攻擊的同時，還試圖闖進警局，使得畢夏普、威爾森、李和威爾斯持槍反擊，但茱莉則因此陣亡。
畢夏普等人發現，當對方停止攻擊後突然全數消失，且清除了所有的發生衝突證據（如屍體及車子的位置），以避免引起外界的注意。畢夏普打算讓武器射擊的噪音傳出去，但附近的居民人口稀少。經過協議後，威爾斯被選中通過下水道到外頭，並開車穿越邊境向外界求助，但卻被躲在後座的幫派成員殺死。與此同時，在巡邏中的兩名警員接到了居民的槍聲投訴，在抵達到現場後什麼也沒看見；在兩人準備離開時，他們發現了一名電話修理工的屍體懸掛在警局附近的一根電線桿上，才緊急向署裡請求支援。
在打算面對最後一次襲擊後，威爾森、李和畢夏普撤退到地下室，並把仍處於緊張狀態的勞森也帶走。幫派打算用火燒了警局，並闖入地下室對三人展開攻勢，而威爾森和畢夏普則以一塊大招牌抵擋。畢夏普找機會開槍射擊了裝有乙炔氣體的瓶子，而造成猛烈爆炸，為此殺死了地下室所有的幫派成員。隨著更多的警察前來，使得剩下的幫派成員們趕緊撤退。當警員們抵達地下室時，發現數十名嚴重燒焦並死亡的幫派成員躺在走廊上，畢夏普、威爾森、李和勞森成了少數的倖存者；勞森躺上擔架後，李也上樓療傷。正當一名警員過來打算銬住威爾森時，畢夏普阻止了他並叫他離開；畢夏普對威爾森表示，如果威爾森和他一起上樓說不定就能獲得赦免，於是兩人一同輕鬆地上樓去。

## 演員
- 奥斯汀·史托克（英语：Austin Stoker）飾演伊森·畢夏普中尉（Lt. Ethan Bishop）
- 達爾文·瓊斯頓（英语：Darwin Joston）飾演拿破崙·威爾森（Napoleon Wilson）
- 蘿莉·季默（英语：Laurie Zimmer）飾演李（Leigh）
- 東尼·波頓（英语：Tony Burton）飾演威爾斯（Wells）
- 馬丁·韋斯特（英语：Martin West (actor)）飾演勞森（Lawson）
- 南希·凱斯（英语：Nancy Kyes）飾演茱莉（Julie）
- 查爾斯·賽布斯（英语：Charles Cyphers）飾演特務官史塔克（Special Officer Starker）
- 亨利·布蘭登（英语：Henry Brandon (actor)）飾演錢尼軍士（Sgt. Chaney）
- 金·理查茲（英语：Kim Richards）飾演凱西（Kathy）
- 彼得·布魯尼飾演冰淇淋車司機
- 約翰·卡本特飾演幫派的成員之一（未掛名）

## 製作

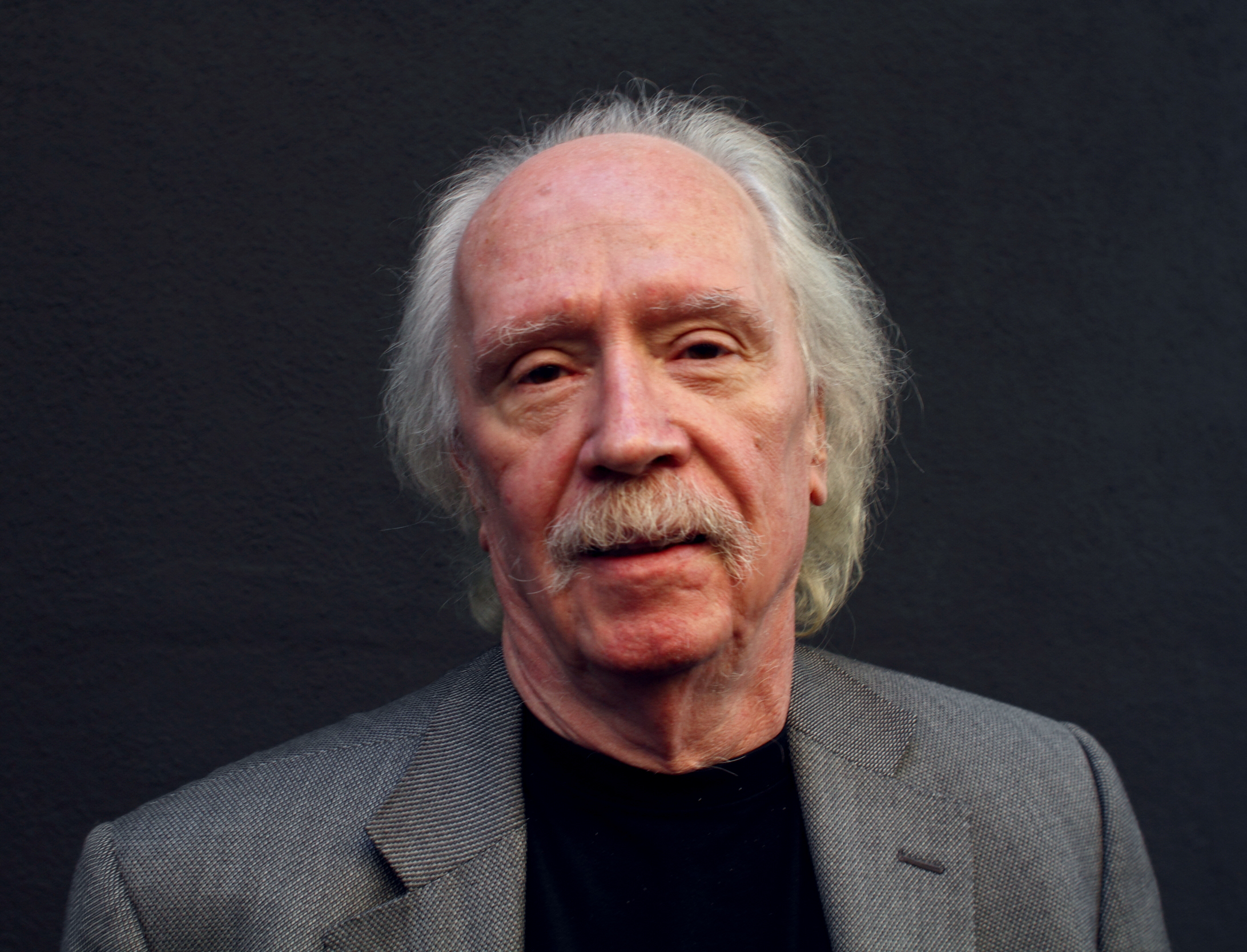
約翰·卡本特身兼《攻擊13號警局》的導演和編劇。

隨著《黑星球》（1974年）的上映，約翰·卡本特又撰寫了《Assault》和《Eyes》這兩份極低預算電影的劇本，並打算執導這兩部片，且由J·S·卡普蘭和喬瑟夫·考夫曼出資製作。在《Assault》呈交審查後，《Eyes》則賣給了芭芭拉·史翠珊和強·彼得斯；之後更名為《神秘眼》（1978年），而卡普蘭和考夫曼則集中製作《Assault》。卡本特曾表示：「J·S·卡普蘭是在USC的朋友」，並表示，他在費城時期就認識了喬瑟夫·考夫曼，兩人的父親為《攻擊13號警局》出資，為此共同組成了CKK公司:1。

### 劇本
卡本特曾希望作出像霍華·霍克斯的《龍虎盟》（1966年）或《猛虎下山》（1970年）的西部風格電影，但僅10萬美元的預算難以達成，使得卡本特將以《赤膽屠龍》（1959年）的風格重新現代化:2。卡本特以「約翰·T·錢斯」（John T. Chance）為假名撰寫了《The Anderson Alamo》，但他仍用自己的本名掛名編劇:3。該劇本是在八天內寫完的。卡本特開玩笑說：「這劇本組成地很快，有些人會覺得太快了。」
卡本特的劇本很多參考了霍華·霍克斯的電影。如蘿莉·季默飾演的金一角是引用自《赤膽屠龍》（1959年）的編劇金·布拉克特。而拿破崙·威爾森不斷地問「有煙嗎？」則是引用霍克斯的西部片中常用到的香菸笑話而啟發的。且還微妙引用了塞吉歐·李昂尼和亞佛烈德·希區考克的要素。此外，片中出現的時間標示是被用來使電影更像一部紀錄片:5&10。

### 前期製作
《攻擊13號警局》進行了幾個月的前期製作:44。卡本特召集的主要演員多為經驗豐富但卻不太知名所組成。兩條主線分別為奥斯汀·史托克和達爾文·瓊斯頓，他們主要在電視圈工作，也都是卡本特的鄰居；其中史托克曾出演過《決戰猩球》（1973年）和《謝巴赫，寶貝》（1975年）。在以公開選角招募後，卡本特將查爾斯·賽布斯和南希·凱斯加入演員陣容中。
在幕後，卡本特與電影攝影師道格拉斯·奈普合作，他也是USC的學生；其他包括美術指導湯米·李·華勒斯、混音師比爾·瓦尼和道具人員克雷格·斯登。華勒斯說：「我幾乎不知道這工作需要什麼」，「但他相信我，當然我的價碼是正確的，在這些貧困的日子裡，約翰是典型的在他周圍的任何人才和設備都是最好的。」卡本特繪製了關鍵情節的故事板，當中包括「冰淇淋車事件」、白人軍閥之死、拿破崙·威爾森在圍攻開始後努力得到警衛的鑰匙，以及囚犯威爾斯的逃跑失敗:13。

### 主要拍攝
《攻擊13號警局》於1975年11月僅花了三十天左右拍攝，其中包括感恩節，預算為10萬美元:43。電影在35mm寬銀幕電影上以2.35：1的變形長寬比與Metrocolor方式拍攝。這是卡本特使用寬銀幕電影攝影機和鏡頭的首次經驗。卡本特曾把這部電影稱為他最有趣的執導。
劇組花了兩週在室內拍攝，其次是兩週的跟拍:70。警局內部的拍攝是現在已經停產的製片公司，而外部鏡頭和監獄牢房則是取自舊威尼斯警局:87。前往索諾拉的巴士場景是在封閉的洛杉磯高速公路拍攝的，演員和劇組成員們曾在這條高速公路上吃午餐:77–86。卡本特表示，拍攝低預算電影的伎倆是拍攝盡量少許的鏡頭，並可延長場景的時間。
第一個場景是其中幾個幫派成員被警察槍殺，此槍殺場景是在USC中。這幾位幫派成員是USC的學生，卡本特補充說，「他們有很多樂趣來尋找死亡的方式來同時吐血。」

### 後期製作
卡本特以「約翰·T·錢斯」（John T. Chance）為假名擔任電影的剪輯師，這其實是約翰·韋恩在《赤膽屠龍》（1959年）中所飾演的角色名。黛博拉·希爾則擔任未掛名的剪輯助理:49。根據卡本特的說法，編輯過程非常簡單。但卡本特在一鏡頭上出了「切出框架」的錯，這會讓觀眾明顯的察覺到。電影大多是以寬銀幕電影拍攝的，並在音像同步装置上剪輯；所以無法顯示出整個影像，如果切割地不正確（即框架線不正確地排列），那就會發生像卡本特這樣的錯誤。但最後，他說這沒有關係：「這太黑了，沒有人能看到，謝天謝地！」

## 音樂
該電影配樂是約翰·卡本特花了三天作曲的，並由卡本特及湯米·李·華勒斯製作:192。卡本特獲得丹·威曼的協助，花費大量的時間重新創作幾個合成音。卡本特說：「當我作了我的（《攻擊13號警局》）原創主題曲時...它是用非常老的技術完成的」，「很難得到這些聲音，花了很長時間才能得到這一些簡單的東西。」他製作了大約三到五個獨立的音樂，並斟酌地將它們編輯到電影中。
主要主題曲的靈感來自拉洛·雪弗林的《緊急追捕令》（1971年）和齊柏林飛船的「Immigrant Song」。大衛·伯南德和米格爾·米拉指出，它是由一個彈出式合成器和一個鼓式機器所組成的，「只有用來建立在質感上，而不是主題」。而當中的高合成音除了內部頻率調製之外沒有其他變化，這是用來當作幫派成員的音樂主題，並在電影中的某些暴力行為中呈現。在電影中，合成器和鼓式機器代表了城市和幫派。
當畢夏普首次進入被遺棄的地區時，卡本特還使用了一種悲慘的電子琴主題曲。它在圍困的安靜時刻重新出現在電影中，實際上這是圍攻本身節奏上的音樂表達。當電影在開始和結束時的特定主題的曲調，這是一種以「非劇情聲音呈現的死亡來源」的電子琴主題曲。伯南德和米拉指出，「有些企圖顯示人類行為的共同特徵，而不管『部落』的隸屬關係，且透過簡單的音樂設備來表達這一點。」
許多稱讚電影的電影評論家也讚揚了卡本特的音樂。約翰·肯尼思·穆爾指出，「卡本特寫的《攻擊13號警局》樂譜.....最終的結果是一個獨特的合成音，即使在20年後，還是相當吸引人的......值得慶幸的是，它甚至成為一個重要的場景中的旋律配合。」《SFX》的戴夫·高納寫道：《攻擊13號警局》是「電影史上最引人入勝的主題曲之一。」2004年初，《新音樂快遞》的皮爾斯·馬丁認為，卡本特的簡易合成音配樂佔據了影片大部分的緊張和威脅感，且其「影響已有27年，仍感受得到。」
倫敦節奏合唱團的歌手吉米·錢伯斯錄製了題為「You Can't Fight It」的主題歌詞，其歌詞和作品由肯尼·林區錄製，並於1978年4月在英國發行，唱片公司為Pye唱片公司；該歌曲其中就引用了本電影的配樂。除了在電影中的使用之外，該配樂也對各種電子樂和嘻哈音樂藝術家造成影響，其中包括阿菲卡·巴莫巴塔、詭計、Dead Prez和未來低音等音樂藝術家:192。
儘管有這樣的影響，除了幾個彙編外:193–195，電影的配樂直到2003年才透過法國唱片公司Record Makers正式發行，也因此要通過Record Makers的許可才能使用。

## 發行
儘管片名是《攻擊13號警局》（Assault on Precinct 13），但電影主要發生在九號分局的十三區，即畢夏普被分派到的警局。電影最初的片名為《The Anderson Alamo》，但後來改為《The Siege》，已呈交給發行商。電影被歐文·雅布蘭斯收購。但在後期製作中，發行商拒絕了卡本特的名稱，而改用原名。之後又加入了「Precinct 13」來為片名增添不祥的基調。當電影在英國走紅時，Miracle Films的麥可·邁爾斯買下了電影在英國的戲院發行權。
本片於1979年9月3日在德國上映，其片名為《Assault–Anschlag bei Nacht》或《Assault–Attack at Night》:168。

《攻擊13號警局》中最受爭議的「冰淇淋車事件」。

《攻擊13號警局》最知名的場景是一名幫派成員毫不猶豫地射殺一名站在冰淇淋車附近的小女孩。當時的理查·赫夫納率領美國電影協會（MPAA）要求電影要將該場景刪除，不然他將本片评为X級。根據發行商的建議，卡本特以順從協會要求的剪輯版本交給了協會，但他以含有「冰淇淋車」一橋段的版本在戲院上映，這是一種在低預算電影中常見的做法。後來，卡本特認為用如此明確地方式拍攝該場戲感到遺憾，「...當時是很可怕，但我年輕且愚蠢，我不認為我會再這樣做。」
電影最終獲得了R級，總時長為91分鐘。

## 反響

### 早期評價
《攻擊13號警局》於1976年11月3日在洛杉磯的國家劇院首映，但獲得了褒貶不一的評價和不起眼的票房收入。《綜藝》的惠妮·威廉斯評論：「下半場令人興奮的動作戲含有足以維持著興趣，以確保延續該項目的暴力場面....約翰·卡本特的劇本方向是在經過無趣的上半場後，承擔了可靠的寫實的發展。」《黑星球》的編劇之一丹·歐班農出席了洛杉磯首映會。在他和卡本特的職業關係上，歐班農嫉妒卡本特的成功，不情願地參加了首映會。歐班農告訴卡本特，他對電影感到噁心。據傑森·佐諾曼所述，歐班農看完的反映相當冷淡，他認為卡本特隨便忽視了電影中人物的人性。這讓他想起了如何輕易地拋棄他們的友誼。歐班農回應：「如果他對人類不屑一顧，他可以製作一部沒有人的電影。」
本片於1977年5月在坎城影展上放映，並受到了一些英國影評人的好評。喬治·安德魯·羅梅羅與自己的電影《馬丁》（1978年）出席了影展，並評論了《攻擊13號警局》：「卡本特在坎城上以《攻擊13號警局》把我們從地球的表面上抹去了。」，「從小女孩被吹走的場景時，我就被風吹走了。」英國製片人琳達·米勒斯於1977年8月的愛丁堡國際電影節上買下預定了電影的發行權。直到1977年12月1日的第21屆倫敦影展上，《攻擊13號警局》才獲得了普遍好評:153。據影展的總監肯·弗拉辛在小冊子中對這部電影的描述：
以低預算科幻史詩作品《黑星球》而受到廣泛讚譽的約翰·卡本特，已將他的創造性的想像力轉變成了他的首次以個人方向努力的驚悚片。結果，即使不考慮其低預算，他和其不知名的演員仍是驚人的。《攻擊13號警局》是長期以來，新人導演最強大和最令人興奮的犯罪驚悚片之一。它抓住觀眾不放手，因為它建立了非理性暴力的高潮，反映了我們對攻擊的恐懼的無動於衷......在不合理和不可抗拒的死亡力量攻擊下，理性思想的崩潰是可怕的。
弗拉辛發現《攻擊13號警局》是倫敦影展最好的電影，並被納入影展「動作影院」的一部分。它成為影展最受歡迎的電影之一，且獲得了廣大的好評:156。據《衛報》的德瑞克·馬爾科姆說，現場的掌聲是「震耳欲聾的」。卡本特對於得到新的好評而感到高興。
英國對本片的絕對好評響應導致了在整個歐洲的關鍵和商業成功。德瑞克·馬爾科姆在《Cosmopolitan》上寫道：「這部電影正在迅速成為今年的邪典電影之一。電影的偉大美德是抓住觀眾的方式，只是拒絕放棄，利用全部我們對非理性暴力和無動於衷的攻擊上的恐懼，同時設法笑笑我們自己，而不破壞緊張局勢- 卡本特的一個非常可觀的壯舉，顯然是一個有歸屬的導演，成功地製作了一個喜劇，我們脫了的褲子，不要以為你在笑它，事實上，是它在嘲笑你。」馬爾科姆後來又寫道，他對這部電影抱有一些保留：「我不太喜歡這部電影，部分的原因是無論無何它有著嚴重的危險性，一部分原因是因對我來說並不是有太大的樂趣。」本片在英國打破了一項票房紀錄，且被影評人和電影觀眾評為今年最好的電影之一:162。
隨後，這部電影被美國影評人和觀眾重新評估，現在被普遍認為是1970年代最佳動作電影之一。1978年，電影在芝加哥影展上放映時，在節目筆記中被描述為：「這是一場噩夢詩歌，是我們對不合理和不受控制的暴力上的恐懼。」卡本特曾表示，英國觀眾立即了解並欣賞這部電影與美國西部的相似之處，而美國觀眾對西部類型的了解卻非常熟悉，首先得要充分欣賞這部電影。

### 後續評價
多年來，《攻擊13號警局》深受許多影評人的好評，並強調了約翰·卡本特的導演、編劇、剪輯和音樂作曲家成就、道格拉斯·奈普的時尚攝影、奥斯汀·史托克、蘿莉·季默和東尼·波頓的精湛演出。
《紐約時報》的文森特·肯柏認為，《攻擊13號警局》是一部比《月光光心慌慌》（1978年）更複雜的電影，並認為卡本特有望成為與唐·席格相當的導演。《Review wrote》的傑佛瑞·威爾斯評論：「《攻擊13號警局》豐富了霍克斯的對話和幽默，特別是由蘿莉·季默在經典的鷹女郎上的諷刺。」《Starburst》的艾倫·瓊斯寫道：「翻拍《赤膽屠龍》的炫耀表現。」《SFX》的戴夫·高納將這部電影稱為「在一個廢棄的洛杉磯警察局內圍困的精湛血腥驚悚片。」在《The Horror Films of the 1970s》一書中，約翰·肯尼思·穆爾給了這部電影三星半，稱其為「一部精益、令人興奮的恐怖電影，一部聰明才智、狡猾和刺激的電影。」影帶電影指南的麥克·馬丁與瑪莎·波爾特在滿分五星中給了本片四星半，兩人認為作為《赤膽屠龍》的現代版，《攻擊13號警局》相當出色。2003年，《娛樂週刊》的道爾頓·羅斯認為《攻擊13號警局》是一部相當緊張的驚悚片，主要出自卡本特的配樂和奈普的攝影。羅納德·馬丁也給了電影三星半（滿分四星），並也稱讚了卡本特令人毛骨悚然的配樂。
《衛報》的提姆·普勒將電影描述為膚淺，儘管成功地滿足了該類型的要求。Eccentric Cinema的布萊恩·林賽將電影評為6分（滿分10分），他認為電影是一秒鐘都不可信任的，但這並不能阻止它成為一個有趣的小B級片。
爛番茄基於39條評論，新鮮度高達97%，平均得分7.8／10，這也是卡本特的電影在該網站上最高的評價。

### 獎項和榮譽
約翰·卡本特在1977年倫敦影展中，獲得1978年度英國電影協會頒發的「前兩部電影的獨創性和成就」，分別為《黑星球》（1974年）和《攻擊13號警局》。
《攻擊13號警局》獲得了美國電影學會在這名單中的認可：
- 2001年：AFI百年百大驚悚電影（提名）[49]

## 後世影響
《攻擊13號警局》被認為是1970年代最偉大和最被低估的動作電影之一，也是約翰·卡本特職業生涯中最好電影之一。
1988年，《Starburst》的艾倫·瓊斯認為，《攻擊13號警局》仍是（卡本特）曾拍過最好的片。 2000年，約翰·肯尼思·穆爾把電影放在他對於卡本特電影的評論名單上的第三名，前兩名為《突變第三型》（1982年）和《月光光心慌慌》（1978年）。2007年10月，影音俱樂部的諾艾爾·穆雷和史考特·托拜厄斯也認為《攻擊13號警局》是卡本特最佳電影的第三名。
電影導演艾德格·萊特和演員賽門·佩吉是《攻擊13號警局》的大粉絲，他們都認為《攻擊13號警局》是一部與眾不同的動作電影，且依靠低預算來完成是相當出色的。2011年10月，藝術家泰勒·史托特為《攻擊13號警局》設計了一張海報。
《攻擊13號警局》後來影響了許多動作片，如《終極警探》（1988年）和《駭客任務》（1999年）。 2002年，佛羅倫特·艾米利歐·賽瑞受本片啟發而拍出了《獵豹行動》。
基於這部電影的成功，約翰·卡本特將繼續與歐文·雅布蘭斯在《月光光心慌慌》中合作，這也是卡本特職業生涯中最成功的電影。演員唐納·普萊森斯之所以會出演《月光光心慌慌》是因為他女兒是《攻擊13號警局》的粉絲。在電影擔任場記的黛博拉·希爾也繼續參與卡本特未來的電影，並成為了他的女友。

## 主題和分析
影評人經常將《攻擊13號警局》拿來和霍華·霍克斯的《赤膽屠龍》和喬治·安德魯·羅梅羅的《活死人之夜》作比較。卡本特也承認兩部電影對《攻擊13號警局》的影響。
在約翰·肯尼思·穆爾於2000年出版的《The Films of John Carpenter》中，穆爾解析了以《赤膽屠龍》為原型的《攻擊13號警局》；他認為《攻擊13號警局》最重要的不是流血或動作，而是白人犯罪嫌疑人拿破崙·威爾森和黑色警察畢夏普之間的友誼和尊重的發展，加上像霍克斯一樣，片中有著堅強的女性。
《攻擊13號警局》與大多數的卡本特式反派一樣，「街頭雷電」被塑造成擁有神秘的起源和接近超自然力量的存在。卡本特表示，幫派成員們是被塑造成無人性化的殭屍或食屍鬼，幾乎沒有對話，遲緩、含蓄且無情。他也承認了該幫派成員是受到羅梅羅的《活死人之夜》影響。
電影是以寬銀幕電影2.35：1的變形長寬比來拍攝，這是卡本特首次使用的電影格式。卡本特表示，自己相當喜歡寬銀幕電影。
在電影一開始，卡本特的名字是於標題出現後才出現的，為此卡本特在《攻擊13號警局》後的片都是如此。

## 家庭媒體
《攻擊13號警局》已由媒體家庭娛樂公司於1978年發行了VHS，並於1997年3月12日發行了鐳射影碟。在1997年的影帶中，附有卡本特的訪談、獨立的樂譜和原戲院版的預告片。
本片為1997年11月25日在DVD媒體上發行的首批電影之一，發行商為Image Entertainment。2003年3月11日，影像娛樂公司發行了本片的新寬屏「特別版」DVD。《娛樂周刊》的道爾頓·羅斯給予2003年DVD發行版「B+」的評價。Eccentric Cinema的布萊恩·林賽則對2003年DVD發行版給了10分的滿分，這也是該網站評價最高的成績。2003年的DVD版的特色包括：
- 單聲道杜比數位2.0音頻的變形（英语：Anamorphic format）寬屏（2.35：1）格式。
- 美國電影園（英语：American Cinematheque）對編導約翰·卡本特和演員奥斯汀·史托克於2002年的Q&A面談（23分鐘）。
- 原戲院版預告片。
- 兩個廣播節目。
- 幕後和大廳卡劇照欣賞（16分鐘）。
- 取自1997年的發行碟中編導約翰·卡本特的全長音頻解說[46][63][64]。
- 獨立配樂，也取自1997年的激光鐳射發行碟[63]。

本片於2005年7月26日在PlayStation Portable上發行了UMD版，並分別於2008年和2009年推出了「修復珍藏版」的DVD和藍光光碟。
《攻擊13號警局》於2013年11月19日被重新發行，Shout! Factory的「收藏版」已獲得了Scream Factory在美國的發行權。這當中包括了女演員南希·凱斯、美術指導兼音效設計湯米·李·華勒斯、約翰·卡本特和奥斯汀·史托克的音訊評論，以及預告片和在廣播節目上的新訪談。以前版本中的所有特別附錄已被排除在本合集外。 2012年5月25日，本片在德國也發行了「三碟限量收藏版」的藍光碟，當中包括兩張DVD、一張藍光碟和二十四頁的小冊子；早於2012年11月16日時，也曾發行過標準版。在澳大利亞，電影透過Umbrella Entertainment發行了DVD，發售日為2015年8月5日。而「第40週年紀念版」在英國由Second Sight發行，當中含有卡本特的初回限定盤配樂。該藍光碟的原始長寬比為2.35：1，且具有5.1 DTS-HD環繞聲和雙聲道聲音，以及多項特別收錄，包括演員奥斯汀·史托克、執行製片人喬瑟夫·考夫曼與音效設計湯米·李·華勒斯的新訪談。

## 重拍版
2005年，《攻擊13號警局》推出了重拍版的《殲滅13區》，由強-法蘭柯·瑞西執導，伊森·霍克和勞倫斯·費許朋主演。影評人對於B級片的精心重製而獲得讚賞，儘管被視為有些公式化，許多影評人更喜歡原版的《攻擊13號警局》。

## 備註
1. ↑  《綜藝》於1977年曾錯誤地報導說，這部片花了20萬美元製作[15]。
2. ↑  《The Siege》後來被用於1988年的爭議電影《緊急動員》。
3. ↑  在2003年所發行的DVD片長為90分55秒。
4. ↑  在兩張英國海報上，德瑞克·馬爾科姆稱該片為「年度邪典電影」[6]。

## 外部連結
- 互联网电影数据库（IMDb）上《攻擊13號警局》的资料（英文）
- AllMovie上《攻擊13號警局》的资料（英文）
- 《攻擊13號警局》（1976） -約翰·卡本特的官網